# Barbara Krug
Barbara Krug (Lipsia, 6 maggio 1956) è un'ex velocista tedesca.

## Palmarès

### Olimpiadi
- 1 medaglia:
  - 1 argento (Mosca 1980 nella staffetta 4x400 m)

### Europei
- 1 medaglia:
  - 1 oro (Praga 1978 nella staffetta 4x400 m)

## Altre competizioni internazionali
1977
- Coppa Europa di atletica leggera ( Helsinki)